# Diane Becker
Diane Becker (* 31. Oktober 1969 in den USA) ist eine US-amerikanische Filmproduzentin.

## Leben
Becker wurde 1969 in den USA geboren und stieg im Jahr 2006 mit dem Kurzfilm Save me in die Filmbranche ein. Seitdem produzierte sie zunächst einige Kurzfilme, bis sie 2013 mit  Manhunt – Die Jagd auf Bin Laden ihren ersten Dokumentarfilm produzierte. In den Jahren 2018 und 2021 wurde sie für ihre Arbeit an Legion of Brothers und Tina für einen Emmy nominiert. Im Jahr 2022 arbeitete sie als Produzentin an Nawalny, für den sie ein Jahr später mit dem Oscar in der Kategorie Bester Dokumentarfilm ausgezeichnet wurde.

## Filmografie (Auswahl)
- 2006: Save me (Kurzfilm)
- 2010: God in America (Fernsehserie)
- 2013: Manhunt – Die Jagd auf Bin Laden
- 2017: Alaska is a Drag
- 2018: Legion of Brothers
- 2021: Tina
- 2022: Nawalny
- 2022: Stutz
- 2023: King Coal

## Auszeichnungen (Auswahl)
- 2018: Emmy-Nominierung in der Kategorie Outstanding Politics and Government Documentary für Legion of Brothers
- 2021: Emmy-Nominierung in der Kategorie Outstanding Documentary or Nonfiction Special für Tina
- 2023: BAFTA-Nominierung in der Kategorie Bester Dokumentarfilm für Nawalny
- 2023: Oscar in der Kategorie Bester Dokumentarfilm für Nawalny[1]